# Пета република Южна Корея
Петата република Южна Корея е правителството на Южна Корея от 1981 г. до 1987 г. През този период правителството е контролирано от Чун Ду-Хван, военен и поддръжник на убития президент Парк Чун-Хе. През този период се полагат значителни усилия за реформи. Той поставя основите на относително стабилната демократична система на следващата Шеста република през 1987 г.

## История
След убийството на Парк от Ким Джа-Кю през 1979 г. се надига гражданското общество, което води до големи протести срещу авторитарното управление. Съставени главно от студенти и синдикати, протестите достигат кулминацията си след преврата от 12 декември 1979 г. и обявяването на военно положение на 17 май. Разширеният военен закон затваря университетите, забранява политическите дейности и допълнително ограничава пресата. Събитието на 17 май бележи началото на друга военна диктатура.
На 18 май 1980 г. в град Куанджу избухват сблъсъци между цивилни и въоръжени сили, като военните печелят надмощие девет дни по-късно на 27 май. Непосредствените оценки за смъртните случаи на цивилни лица варират от няколко десетки до 2000. По-късно при пълно разследване от страна на правителството са открити 606 смъртни случая.
На 17 май Чун Дуо-Хван принуждава кабинета да разшири военното си право върху цялата нация. Чун поема президентството поради събитията от 17 май, предизвиквайки национални протести, искащи демокрация, особено в град Куангджу, където Чун изпраща специални сили, за да потисне демократичното движение Гуангджу. Чун създава впоследствие Комитета за национална извънредна политика и поема президентството, според политическия си план. Общественото възмущение от убийствата укрепва националната подкрепа за демокрацията, проправяйки пътя за първите демократични избори през 1987 г. и началото на съвременна Южна Корея.